# Jaskier fałszywy

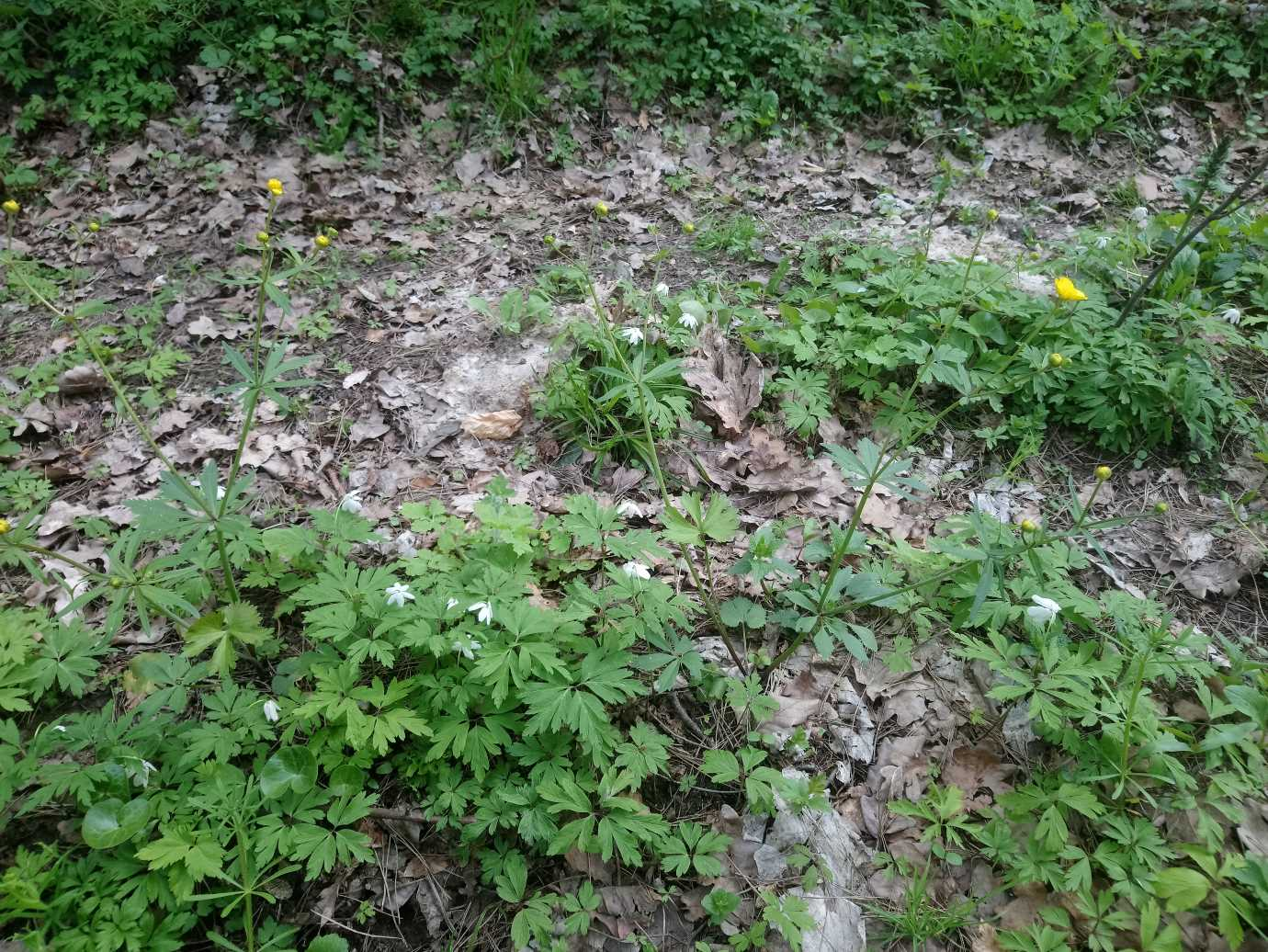
Ranunculus kalinensis, mikrogatunek należący do gatunku zbiorowego Ranunculus fallax

Jaskier fałszywy [Ranunculus fallax (Wimm. & Grab.) Sloboda] – takson w randze gatunku w obrębie rodzaju jaskier (Ranunculus L.). Istnieją bardzo różne ujęcia tego taksonu. Roślina trująca.

## Taksonomia
W zależności od ujęcia nazwa jaskra fałszywego może oznaczać:
- gatunek zbiorowy w obrębie większego gatunku zbiorowego jaskrów różnolistnych[3][4];
- gatunek w obrębie rodzaju jaskier (wtedy najczęściej z dużą liczbą podgatunków)[5][2];
- mikrogatunek w obrębie gatunku zbiorowego jaskrów różnolistnych[6].

Pierwsza i trzecia możliwość nie wykluczają się wzajemnie, ponieważ mikrogatunek R. fallax daje nazwę gatunkowi zbiorowemu R. fallax. 
Z kolei Flora Nordica również przyjmuje podział kompleksu jaskrów różnolistnych na cztery nieformalne grupy, ale proponuje odejście od ich nazywania nazwami gatunków, używając nazwy „Grade 2”; to ujęcie jest więc pod względem podziału tożsame z pierwszym z trzech powyżej wymienionych, ale różni się co do nazewnictwa. 
Wreszcie czwartą możliwością jest niewyróżnianie tego gatunku: wtedy populacje, klasyfikowane przez innych botaników w obrębie (rozmaicie pojmowanego) R. fallax zalicza się albo do gatunku R. auricomus (jaskier różnolistny), albo do R. cassubicus (jaskier kaszubski). 

## Morfologia
Ze względu na brak ujednoliconego podejścia taksonomicznego podanie szczegółowej charakterystyki morfologicznej jaskra fałszywego jest na obecnym etapie badań utrudnione. W skrócie można powiedzieć, że cechy morfologiczne Ranunculus fallax jako gatunku zbiorowego są pośrednie między Ranunculus cassubicus a R. auricomus. W odniesieniu do mikrogatunków skandynawskich można podać następującą charakterystykę: 
- wysokość do 70 cm (jaskier kaszubski do 80 cm, jaskier różnolistny do 65 cm)
- liście odziomkowe 2–4(–5) [jaskier kaszubski 1–2(–3), jaskier różnolistny (1–)2–8(–12)], zmienność ontogenetyczna liści odziomkowych (cykl liściowy) od niewielkiej do znacznej;
- liście łodygowe podzielone na odcinki o zmiennym kształcie i najczęściej nieregularnym ząbkowaniu (u jaskra kaszubskiego odcinki najczęściej licznie i regularnie ząbkowane, u jaskra różnolistnego często całobrzegie)[8].

W niektórych źródłach jako jedną z ważnych cech morfologicznych podaje się stopień owłosienia dna kwiatowego, ale w szczegółowych opracowaniach przyjmuje się raczej, że cecha ta może służyć do odróżniania poszczególnych mikrogatunków, natomiast nie ma istotnego znaczenia dla ogólnej charakterystyki gatunków zbiorowych (w tym jaskra fałszywego).

## Rozmieszczenie geograficzne

### W Europie
Grupa R. fallax jest szczególnie zróżnicowana i dobrze rozpoznana w Finlandii (90 opisanych mikrogatunków). Pospolitym przedstawicielem tej grupy jest Ranunculus mendax Markl. W Szwecji występują jedynie dwa gatunki zaliczane do tej grupy, lecz związane jest to po części z szerszym ujęciem tej grupy w Finlandii niż w Szwecji (w ujęciu fińskim można by do niej zaliczyć jeszcze kilka gatunków). Przedstawiciele tej grupy znani są też z Europy środkowej i wschodniej.

### W Polsce
Dane na temat zróżnicowania i rozmieszczenia R. fallax w Polsce są niekompletne. Szczegółowo opisane są dwa mikrogatunki znane z południowej Polski:
- Ranunculus kalinensis Jasiewicz[12][13] (nazwa pochodzi od Kaliny Wielkiej), występujący na Miechowszczyźnie, według ujęcia monografii jaskrów różnolistnych Austrii, w której znajduje się też ogólny przegląd tej grupy w Europie środkowej, zaliczany do grupy R. pilisiensis w obrębie grupy zbiorowej R. fallax[3]; w ujęciu Flory Polski podgatunek jaskra kaszubskiego: Ranunculus cassubicus ssp. kalinensis (Jasiewicz) Jasiewicz[9].
- Ranunculus zmudae Jasiewicz[12][14], występujący w Puszczy Niepołomickiej, według ujęcia monografii jaskrów różnolistnych Austrii zaliczany do grupy R. megacarpus w obrębie grupy zbiorowej R. fallax[3]; w ujęciu Flory Polski podgatunek jaskra kaszubskiego: Ranunculus cassubicus ssp. zmudae (Jasiewicz) Jasiewicz[9].

Ponadto istnieją mniej precyzyjne dane, dotyczące występowania jaskra fałszywego na innych obszarach, na przykład w okolicach Torunia. Jaskier fałszywy został pierwotnie opisany przez Friedricha Wimmera i Henryka Grabowskiego z terenu Śląska, ale nie istnieje żadna nowoczesna rewizja taksonomiczna, pozwalająca na przedstawienie charakterystyki morfologicznej lub rozprzestrzenienia jaskra fałszywego jako mikrogatunku.